# Округ Спишка Нова Вес
Округ Спишка Нова Вес (слч. Okres Spišská Nová Ves) округ је у Кошичком крају, у Словачкој Републици. Административно средиште округа је град Спишка Нова Вес.

## Географија
Налази се у сјеверозападном дијелу Кошичког краја.
Граничи:
- на сјеверу је Прешовски крај,
- источно и јужно Округ Гелњица,
- западно Округ Рожњава.

Клима је умјерено континентална.

## Становништво
| Година:    | 1994.  | 2004.   | 2014.   | 2024.   |
| ---------- | ------ | ------- | ------- | ------- |
| Број људи: | 88 693 | 95 144  | 98 869  | 98 670  |
| Разлика:   |        | +7,27 % | +3,91 % | -0,20 % |

| Година:    | 2023.  | 2024.   |
| ---------- | ------ | ------- |
| Број људи: | 98 556 | 98 670  |
| Разлика:   |        | +0,11 % |

Према подацима о броју становника из 2011. године округ је имао 97.862 становника. Словаци чине 85,90% становништва.
| Етнички састав (2011)‍ | Етнички састав (2011)‍ | Етнички састав (2011)‍ | Етнички састав (2011)‍ | Етнички састав (2011)‍ |
| --------------------- | --------------------- | --------------------- | --------------------- | --------------------- |
|                       |                       |                       |                       |                       |
| Словаци               | Словаци               |                       | 0                     | 85,90%                |
| Роми                  | Роми                  |                       | 0                     | 6,23%                 |
| остали, непознато     | остали, непознато     |                       | 0                     | 7,87%                 |

## Насеља
У округу се налази три града и 33 насељена мјеста. Градови су Кромпахи, Спишка Нова Вес и Спишке Влахи.